# Yvonne Knudsen
Yvonne Knudsen (Gentofte, 7 de agosto de 1964) es una deportista danesa que compitió en piragüismo en la modalidad de aguas tranquilas. Ganó dos medallas en el Campeonato Mundial de Piragüismo: plata en 1990 y bronce en 1986, ambas en la prueba de K1 500 m.

## Palmarés internacional
| Campeonato Mundial | Campeonato Mundial | Campeonato Mundial | Campeonato Mundial |
| Año                | Lugar              | Medalla            | Competición        |
| ------------------ | ------------------ | ------------------ | ------------------ |
| 1986               | Montreal (Canadá)  | Medalla de bronce  | K1 500 m           |
| 1990               | Poznań (Polonia)   | Medalla de plata   | K1 500 m           |